# Finale du Grand Prix ISU 2015-2016
Navigation
Édition précédente Édition suivante
La finale du Grand Prix ISU est la dernière épreuve qui conclut chaque année le Grand Prix international de patinage artistique organisé par l'International Skating Union. Elle accueille des patineurs amateurs de niveau senior dans quatre catégories: simple messieurs, simple dames, couple artistique et danse sur glace.
Pour la saison 2015/2016, la finale est organisée du 10 au 13 décembre 2015 au Centre de Convencions Internacional de Barcelone en Espagne. Il s'agit de la 21e finale depuis la création du Grand Prix ISU en 1995.

## Qualifications
Seuls les patineurs qui atteignent l'âge de 14 ans au 1er juillet 2015 peuvent participer aux épreuves du Grand Prix ISU 2015/2016. Les épreuves de qualifications sont successivement :
- le Skate America du 23 au 25 octobre 2015 à Milwaukee
- le Skate Canada du 30 octobre au 1er novembre 2015 à Lethbridge
- la Coupe de Chine du 6 au 8 novembre 2015 à Pékin
- le Trophée de France du 13 au 15 novembre 2015 à Bordeaux
- la Coupe de Russie du 20 au 22 novembre 2015 à Moscou
- le Trophée NHK du 27 au 29 novembre 2015 à Nagano

Les patineurs participent à un ou deux grands-prix. Les six patineurs qui ont obtenu le plus de points sont qualifiés pour la finale et les trois patineurs suivants sont remplaçants. En raison de l'annulation des programmes libres du Trophée Éric Bompard, l'International Skating Union annonce une exception aux critères de qualification. Les patineurs qui sont classés septième à l'issue des six Grand Prix, reçoivent une invitation pour la finale ; c'est le cas du couple canadien Julianne Séguin & Charlie Bilodeau.
|             | Messieurs        | Dames                  | Couples                              | Danse sur glace                        |
| ----------- | ---------------- | ---------------------- | ------------------------------------ | -------------------------------------- |
| 1           | Javier Fernández | Gracie Gold            | Meagan Duhamel / Eric Radford        | Kaitlyn Weaver / Andrew Poje           |
| 2           | Yuzuru Hanyu     | Ievguenia Medvedeva    | Yuko Kavaguti / Alexandre Smirnov    | Madison Chock / Evan Bates             |
| 3           | Shoma Uno        | Satoko Miyahara        | Sui Wenjing / Han Cong (Forfait)     | Anna Cappellini / Luca Lanotte         |
| 4           | Jin Boyang       | Mao Asada              | Ksenia Stolbova / Fedor Klimov       | Maia Shibutani / Alex Shibutani        |
| 5           | Patrick Chan     | Elena Radionova        | Alexa Scimeca / Chris Knierim        | Madison Hubbell / Zachary Donohue      |
| 6           | Daisuke Murakami | Ashley Wagner          | Yu Xiaoyu / Jin Yang                 | Ekaterina Bobrova / Dmitri Soloviev    |
| 7           |                  |                        | Julianne Séguin / Charlie Bilodeau   |                                        |
| Remplaçants |                  |                        |                                      |                                        |
| 1er         | Yan Han          | Rika Hongo             | Peng Cheng / Zhang Hao (Remplaçants) | Victoria Sinitsina / Nikita Katsalapov |
| 2e          | Max Aaron        | Elizaveta Tuktamysheva | Vanessa James / Morgan Ciprès        | Piper Gilles / Paul Poirier            |
| 3e          | Adian Pitkeev    | Courtney Hicks         |                                      | Aleksandra Stepanova / Ivan Bukin      |

## Résultats

### Messieurs

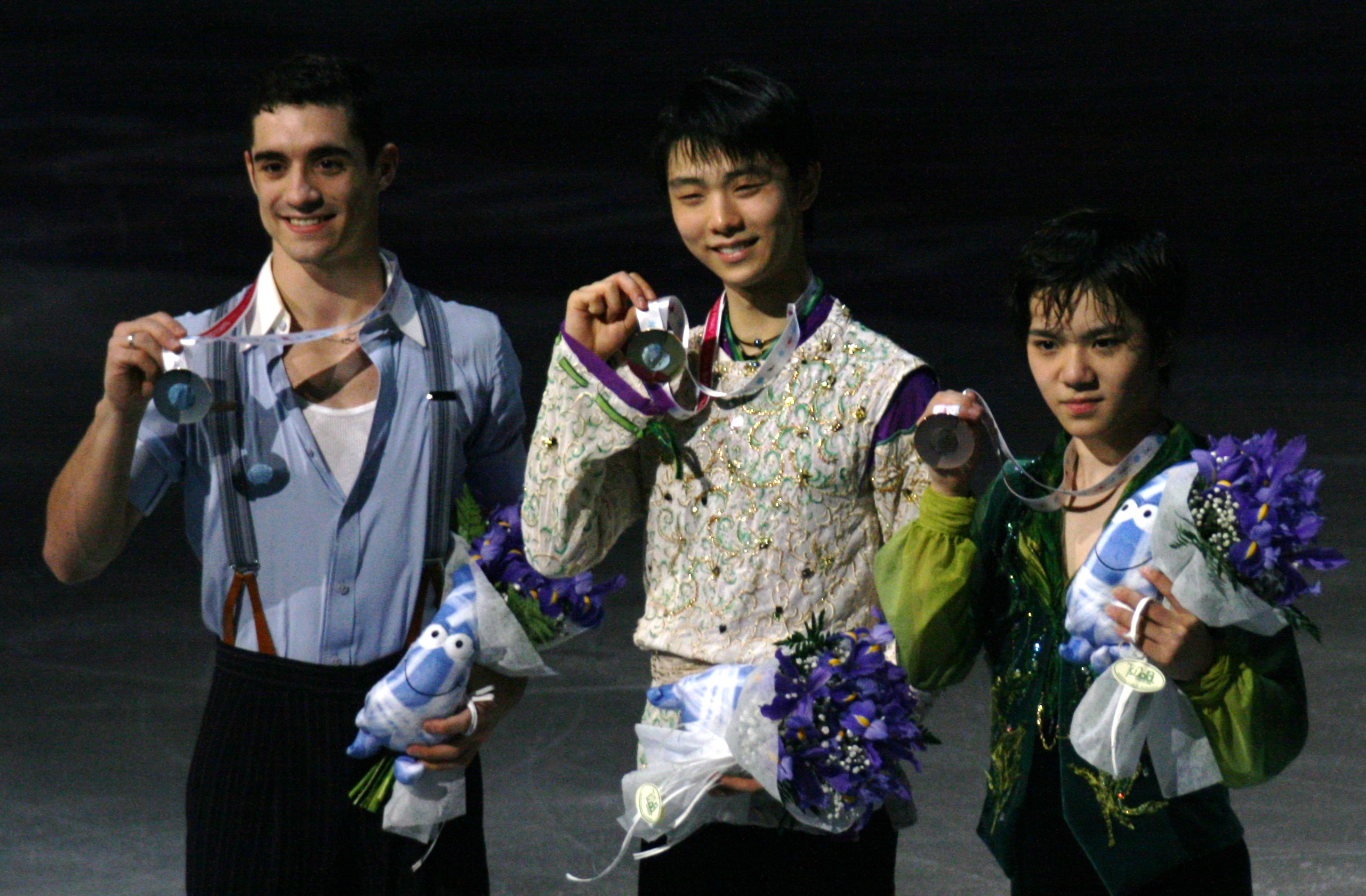
Podium des Messieurs

| Rang | Nom              | Pays    | Points | Programme court | Programme court | Programme libre | Programme libre |
| ---- | ---------------- | ------- | ------ | --------------- | --------------- | --------------- | --------------- |
| 1    | Yuzuru Hanyu     | Japon   | 330.43 | 1               | 110.95          | 1               | 219.48          |
| 2    | Javier Fernández | Espagne | 292.95 | 2               | 91.52           | 2               | 201.43          |
| 3    | Shoma Uno        | Japon   | 276.79 | 4               | 86.47           | 4               | 190.32          |
| 4    | Patrick Chan     | Canada  | 263.45 | 6               | 70.61           | 3               | 192.84          |
| 5    | Jin Boyang       | Chine   | 263.45 | 3               | 86.95           | 5               | 176.50          |
| 6    | Daisuke Murakami | Japon   | 235.49 | 5               | 83.47           | 6               | 152.02          |

### Dames

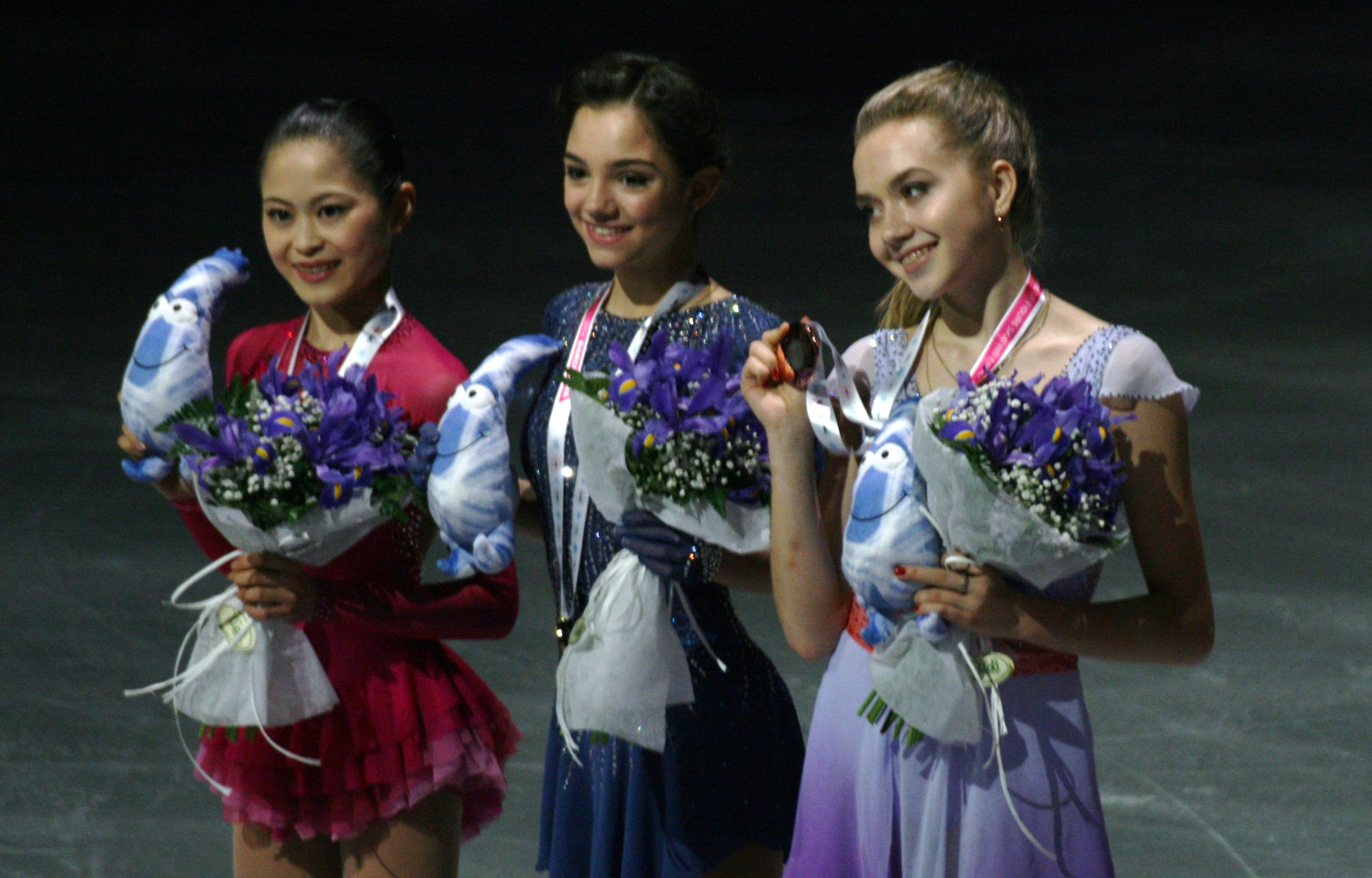
Podium des Dames

| Rang | Nom                 | Pays       | Points | Programme court | Programme court | Programme libre | Programme libre |
| ---- | ------------------- | ---------- | ------ | --------------- | --------------- | --------------- | --------------- |
| 1    | Ievguenia Medvedeva | Russie     | 222.54 | 1               | 74.58           | 1               | 147.96          |
| 2    | Satoko Miyahara     | Japon      | 208.85 | 4               | 68.76           | 2               | 140.09          |
| 3    | Elena Radionova     | Russie     | 201.13 | 2               | 69.43           | 4               | 131.70          |
| 4    | Ashley Wagner       | États-Unis | 199.81 | 6               | 60.04           | 3               | 139.77          |
| 5    | Gracie Gold         | États-Unis | 194.79 | 5               | 66.52           | 5               | 128.27          |
| 6    | Mao Asada           | Japon      | 194.32 | 3               | 69.13           | 6               | 125.19          |

### Couples

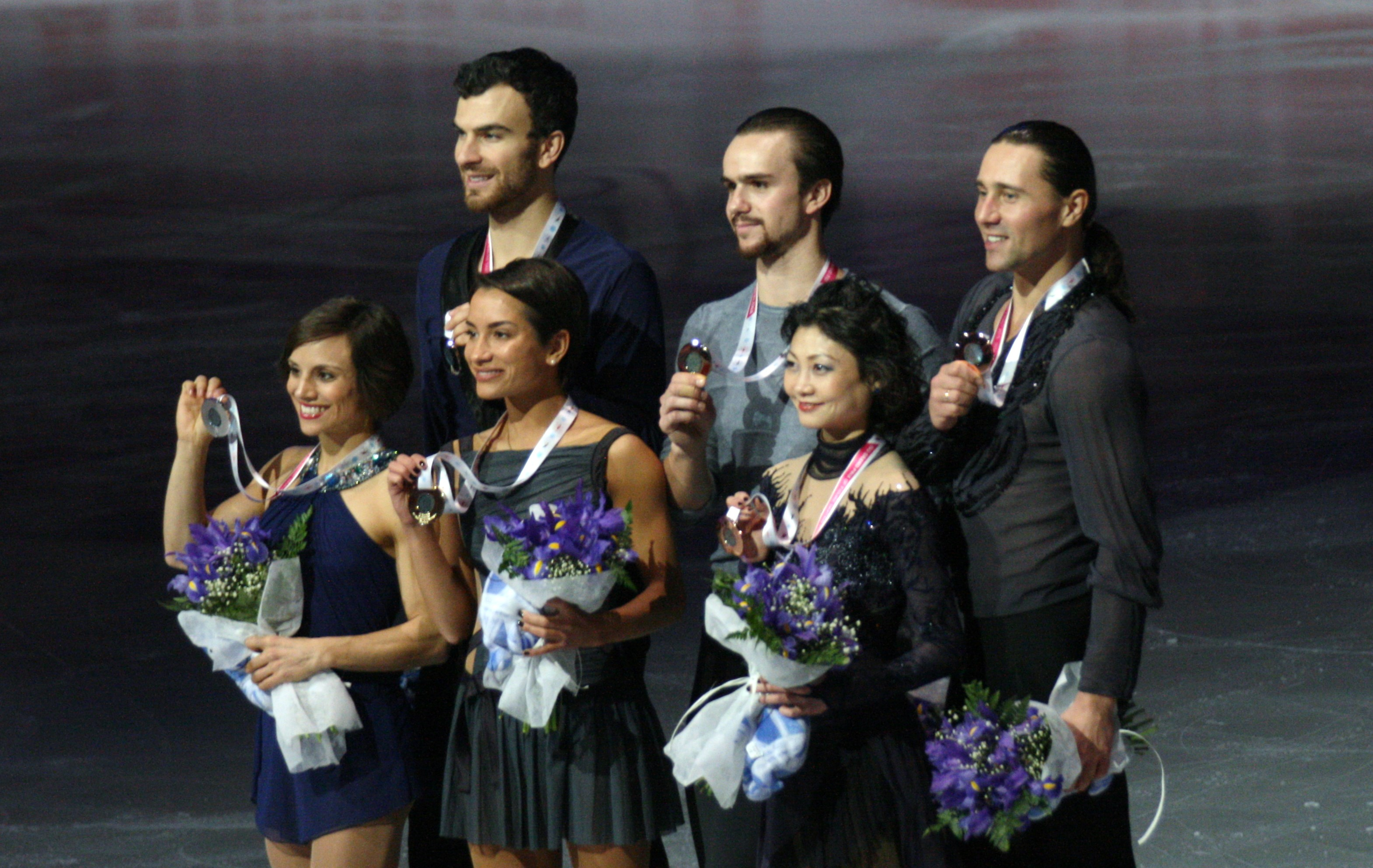
Podium des couples artistiques

| Rang | Nom                                | Pays       | Points | Programme court | Programme court | Programme libre | Programme libre |
| ---- | ---------------------------------- | ---------- | ------ | --------------- | --------------- | --------------- | --------------- |
| 1    | Ksenia Stolbova / Fedor Klimov     | Russie     | 229.44 | 1               | 74.84           | 1               | 154.60          |
| 2    | Meagan Duhamel / Eric Radford      | Canada     | 216.67 | 3               | 72.74           | 2               | 143.93          |
| 3    | Yuko Kavaguti / Alexandre Smirnov  | Russie     | 206.59 | 2               | 73.64           | 3               | 132.95          |
| 4    | Julianne Séguin / Charlie Bilodeau | Canada     | 200.98 | 4               | 71.16           | 3               | 129.82          |
| 5    | Yu Xiaoyu / Jin Yang               | Chine      | 186.67 | 5               | 68.63           | 5               | 118.24          |
| 6    | Peng Cheng / Zhang Hao             | Chine      | 183.04 | 7               | 65.60           | 6               | 117.44          |
| 7    | Alexa Scimeca / Chris Knierim      | États-Unis | 177.42 | 6               | 68.14           | 7               | 109.28          |

### Danse sur glace

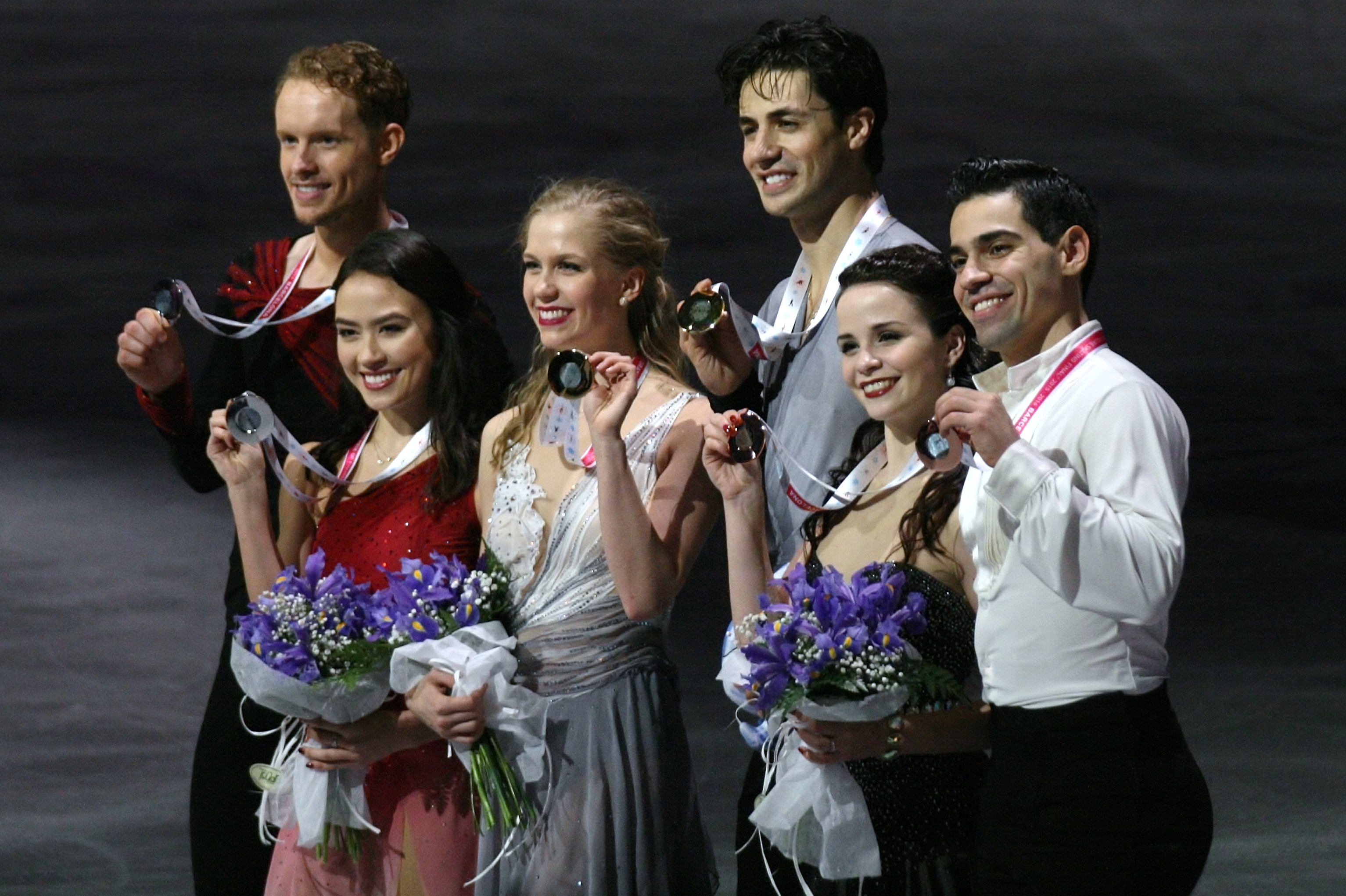
Podium de la danse sur glace

| Rang | Nom                                 | Pays       | Points | Danse courte | Danse courte | Danse libre | Danse libre |
| ---- | ----------------------------------- | ---------- | ------ | ------------ | ------------ | ----------- | ----------- |
| 1    | Kaitlyn Weaver / Andrew Poje        | Canada     | 182.66 | 1            | 72.75        | 1           | 109.91      |
| 2    | Madison Chock / Evan Bates          | États-Unis | 177.55 | 2            | 71.64        | 3           | 105.91      |
| 3    | Anna Cappellini / Luca Lanotte      | Italie     | 176.37 | 3            | 70.14        | 2           | 106.23      |
| 4    | Maia Shibutani / Alex Shibutani     | États-Unis | 174.92 | 4            | 69.11        | 4           | 105.81      |
| 5    | Ekaterina Bobrova / Dmitri Soloviev | Russie     | 166.73 | 6            | 65.43        | 5           | 101.30      |
| 6    | Madison Hubbell / Zachary Donohue   | États-Unis | 163.20 | 5            | 66.21        | 6           | 96.99       |

## Source
- (en) Résultats de la finale 2015/2016 du Grand Prix ISU sur le site de l'ISU
- Patinage Magazine N°145 (Janvier/Février 2016)